# Resolució 1909 del Consell de Seguretat de les Nacions Unides
La Resolució 1909 del Consell de Seguretat de les Nacions Unides fou adoptada per unanimitat el 21 de gener de 2010. Després de recordar les resolucions 1740 (2007), 1796 (2008), 1825 (2008),  1864 (2009) i 1879 (2008), el Consell va ampliar el mandat de la Missió de les Nacions Unides al Nepal (UNMIN) fins al 15 de maig de 2010 a petició de Nepal, decidint que també hauria d'acabar en aquesta data i exigir a la UNMIN que lliuri les responsabilitats residuals, inclosa la vigilància de les armes i el personal armat.
El Consell va donar la benvinguda al continu procés de pau al país i va demanar al Govern i al Partit Comunista del Nepal (Maoista) que també implementessin la integració i la rehabilitació del personal de l'exèrcit maoista pel 15 de maig, data de la retirada. La resolució també exigia a totes les parts que impulsessin el procés de pau i facilitessin la realització de les tasques pendents de la missió.
La UNMIN havia estat present al Nepal des del 2007, però, en el transcurs de la Resolució 1909, el Secretari General de les Nacions Unides Ban Ki-moon va advertir que el procés de pau estava en perill per la desconfiança entre els partits polítics del país.